# Arthritica crassiformis
Arthritica crassiformis ist eine marine Muschel-Art aus der Familie der Lasaeidae. Sie kommt in den Gewässern um Neuseeland vor.

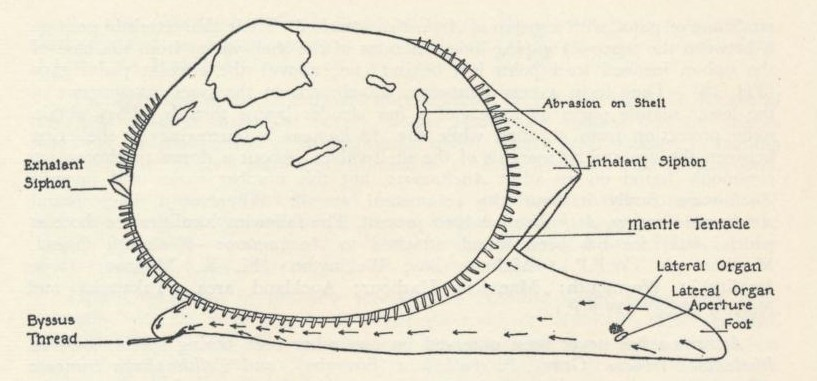
Arthritica crassiformis Powell, 1933, Lebensbild (aus Ponder, 1965, Fig. 2a)

## Merkmale
Die gleichklappigen Gehäuse erreichen eine maximale Länge von 5,4 mm (Holtyp: Länge 3,25 mm, Höhe 2,90 mm, Dicke 1,60 mm). Sie sind deutlich ungleichseitig, der Wirbel liegt hinter der Mittellinie. Die Gehäuse sind vergleichsweise seitlich sehr eingeengt, haben also eine geringe Dicke. Sie sind im Umriss schräg-oval. Der vordere Dorsalrand ist länger als der hintere Dorsalrand. Er ist nahezu gerade und fällt flach ab im Gegensatz zum hinteren Dorsalrand, der viel kürzer ist und steiler abfällt. Der Vorderrand ist enger gerundet als der Hinterrand. Der Ventralrand ist weit gerundet. 
Es ist kein externes Ligament vorhanden. Ein inneres Resilium liegt hinter dem Wirbelbereich. Die Schlossplatte ist vergleichsweise massiv und hat je einen Hauptzahn in der linken und rechten Klappe. In der rechten Klappe biegt sich der vordere Lateralzahn nach unten und lässt damit Platz für den vorderen Lateralzahn der linken Klappe. 
Nahe dem vorderen Dorsalrand der rechten Klappe und gegenüber dem gebogenen Seitenzahn ist eine linsenförmige Verdickung vorhanden. Diese Verdickung passt in eine Vertiefung auf der äußeren Seite des vorderen Seitenzahns in der linken Klappe. Das Resilium liegt entlang des langen und massiven hinteren Seitenzahns der rechten Klappe. Unmittelbar darüber ist eine Grube für den ebenfalls massiven Seitenzahn der anderen Klappe. Der Dorsalrand der rechten Klappe ist deutlich verdickt. Diese Verdickung passt genau in eine randliche Grube in der linken Klappe. Es sind zwei annähernd gleichgroße Schließmuskeln vorhanden. Die Mantellinie ist ganzrandig.
Die Schale ist mäßig dick und hellgrau. Die Innenseite ist ebenfalls hellgrau und leicht glänzend. Die Oberfläche weist nur feine, konzentrische Anwachsstreifen auf. Das gelbbraune Periostrakum ist dünn.

## Unterschiede
Die Art unterscheidet sich von der nahe verwandten Art Arthritica bifurca im Umriss und durch den schlankeren Habitus. Auch ist die Schale dicker, und die feine, transverse lineare Ornamentierung von Arthritica bifurca fehlt. 

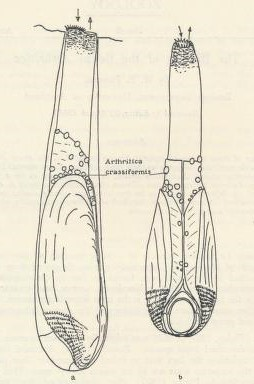
Arthritica crassiformis Powell, 1933 angeheftet an Barnea similis in ihrem Bohrloch (aus Ponder, 1965, Fig. 1)

## Geographische Verbreitung, Lebensraum und Lebensweise
Die Art ist in den Gewässern um Neuseeland beheimatet. Die Art lebt hauptsächlich in den Bohrlöchern der Bohrmuschel Barnea similis und zu einem geringeren Prozentsatz auch in den Bohrlöchern der Bohrmuschel Pholadidea spathulata in relativ weichen Gesteinen knapp unterhalb der unteren Gezeitenlinie. Arthritica crassiformis heftet sich oft mittels Byssus an den Schalenrändern des Wirtes fest. Oft sind sogar mehrere Exemplare auf ihrem Wirt angeheftet, bevorzugt am Ventralrand um die hintere, klaffende Öffnung des Fußes.
Arthritica crassiformis ist ein funktionaler Zwitter, der immer beide Geschlechtsorgane ausgebildet hat. Die Eier werden in der Mantelhöhle (meist wohl selbst) befruchtet und in einer Bruttasche in der Mantelhöhle zunächst zurückgehalten. Auch Fremdbefruchtung dürfte vorkommen. Insgesamt wurden pro Individuum und Brut zwischen 245 und 3120 Larven produziert. Zwischen zwei Bruten lagen nur etwa 11 bis 21 Tage. Die befruchteten Eier bleiben etwa eine Woche in der Bruttasche, bevor sie in der Regel alle zusammen entlassen werden, seltener auch über einen Zeitraum von drei Tagen. Die Larven besitzen zum Schlüpfzeitpunkt ein D-förmiges Gehäuse (Prodissoconch I) von 109 bis 150 µm Länge und ein Velum (Veliger-Larve). Die Larve lebt danach geraume Zeit im Plankton. Hier wird dann der Prodissoconch II gebildet. Das Velum wurde bei einer Gehäusegröße von 235 und 267 µm reduziert, die Kiemen wurden in diesem Stadium ausgebildet. Die Larven gingen dann zum Bodenleben über.

## Taxonomie
Das Taxon wurde 1933 von Arthur William Baden Powell bereits in der heutigen Kombination Arthritica crassiformis vorgeschlagen. MolluscaBase wertet es als gültiges Taxon und kennt keine Synonyme.